# 水島竹堂
水島 竹堂（みずしま ちくどう、1937年（昭和12年） - 2019年（令和元年））は、昭和 - 平成期の日本画家。元明石美術協会副部長。偕展美術会所属。本名は博士。

## 略伝
1937年（昭和12年）、兵庫県姫路市生まれ、明石市で育つ。
水墨で心象風景を表現した作品で1982年に日仏現代国際美術展に入選。1985年には大賞を受賞。
1988年にはフランスで、画家の登竜門であるクリティック賞を受賞。
水墨画から出発した水島だが、1980年代頃より徐々にアクリルやサインペンを使った独自の画風を確立。
線や点、図形が機械のように複雑に交差し重なり合う抽象性が高い作品が多かった。2019年6月 死去。